# 谷浜村
谷浜村（たにはまむら）は、かつて新潟県中頸城郡にあった村。

## 沿革
- 1889年（明治22年）4月1日 - 町村制の施行により、中頸城郡有間川村、長浜村、丹原村、鍋ケ浦村、下宇山分、吉浦村、茶屋ケ原村及び上宇山村の区域をもって、中頸城郡谷浜村が発足する。
- 1901年（明治34年）11月1日 - 中頸城郡谷浜村及び和泉村が合併して、改めて中頸城郡谷浜村が発足する。
- 1955年（昭和30年）4月1日 - 直江津市に編入する。